# RPM (revista)
Records, Promotion, Music (o conocido popularmente como RPM), fue una revista semanal canadiense especializada en información sobre la industria musical. La revista fue fundada por Walt Grealis en febrero de 1964, soportando a través su existencia por las compañías discográficas propietarias de Stan Klees. RPM cesó su publicación en noviembre de 2000.
La revista fue reportada en variaciones en su título en los años semejante entre sí es: RPM Weekly y RPM Magazine. RPM mantiene severos formatos en las listas incluyendo: Top Singles (todos los géneros), Adult Contemporary, Dance, Urban, Rock/Alternative y Country Tracks (también conocido como Top Country Tracks) para la música country. El 21 de marzo de 1966, RPM expandió su lista de Top Singles de 40 posiciones a 100.